# Cylindrarcturus leucophthalmus
Cylindrarcturus leucophthalmus là một loài chân đều trong họ Antarcturidae. Loài này được Kussakin & Vasina miêu tả khoa học năm 1995.